# Элджигины
Элджиги́ны, элжиги́ны (монг. Элжигин) — монгольский этнос, одно из древнейших племён, входивших в дарлекинскую группу монголов. Элджигины в настоящее время известны как один из самостоятельных этносов Монголии. Часть элджигинов вошла в состав других монгольских народов.

## История
В истории название элжигин впервые было отмечено в связи с событиями VIII—IX веков, в начертании илицзинь (кит. трад. 夷離巾, пиньинь yílíjīn). В период киданьского государства Ляо под илицзинь подразумевали уполномоченных хана, управляющих провинциями. Со временем должность чиновника, ведающего делами монголов, подданных киданьского государства, стала названием этнической группы, и среди монголов появились элжигин. В «Сборнике летописей» отмечено, что Мусар Улук, приходившийся предводителю племени хонхэрээд Журлук-Мэргэну правнуком, взял в жены женщину, пришедшую от хятад (киданей), и родившийся от неё сын был назван Элжигином. Согласно Рашид ад-Дину, все элжигины произошли от того мальчика. Под словом хятад имеются в виду кидани, так как слово хятан во множественном числе обрело форму хятад (хятан ~ хятад). С другой стороны, в древние и средние века монголы современных китайцев называли нанхиады и нангис.
По вопросу происхождения названия элжигин мнения исследователей расходятся. Так, одни ученые считают, что элжигин произошло от устоявшейся формы соединения двух слов — эл (народ) и эзэн (хозяин, владелец), другие полагают, что тюркское слово эркэн или иркин стало эржигин ~ элжигин. Монгольский исследователь Аюудайн Очир в своей работе, посвященной монгольским этнонимам писал, что этническое название элжигин произошло в результате соединения двух слов эл и тегин. Первая часть названия эл в древнеалтайском языке обозначает людей, население, родные и народ. В XIII в. монголы использовали слово эл также как друг, свой, что можно обнаружить на оттисках ханских печатей того времени. Последняя часть названия — жигин является монголизированным произношением древнеалтайского слова тегин, которое в древнетюркском языке означало не только пожалованное имя или титул ханского сына (принца, хунтайджи) и членов его семьи, но и ещё применялось в качестве послелога.
Образование названия элжигин в результате слияния двух слов эл+тегин указывает на исторические события, при которых оно впервые появилось. Как отмечено выше, завоеванные киданями окраины страны и племена управлялись специально назначенными ханом чиновниками-уполномоченными, должность которых называлась илицзинь. Возможно, илицзинь означает уполномоченный хана или представитель государства. В этом случае илицзинь может соответствовать словам эл и тегин. В древности элжигины, находясь в составе 18 дарлекинских племен, входили в состав коренных монголов. Они имели родственные связи с хунгиратами, баргутами и борджигинами, у них было и одинаковое тавро (клеймо, печать). Поэтому, возможно, в киданский период они сформировались от хунгиратов, баргутов и борджигинов. На рубеже XII-XIII вв. элжигины составляли один из 13 куреней, принадлежавших Тэмучжину и его предкам. С образованием Великого Монгольского государства большинство элжигинов вошли в центральный тумен и тем самым перешли к тысячам — удельным владениям представителей золотого рода. С середины XVI в. элжигины стали подданными Ноёнтая, второго сына Гэрэсэндзэ, и заселяли вначале Хангайские горы, а к началу XVIII в. ушли из родных мест Туулант и р. Чулуут на запад и дошли до горы Хан Хөхий.
В период цинского владычества элжигины составляли два хошуна в Дзасагтухановском аймаке — Чин ачит и Зоригт дзасаков. Часть из них вошла в состав других монгольских племен и стала именоваться родом элжигин. В начале XVII-XVIII вв. род эльджигин зафиксирован у танну-ульских тувинцев и среди якутов — элезинь.

## Современность
Элджигины как самостоятельный этнос проживают отдельными группами в сомонах Өндөрхангай, Зүүнхангай, Цагаанхайрхан и вместе с баятами в сомоне Баруунтуруун Убсунурского аймака. Роды элжигин и элжигэд проживают в сомонах Хөхморьт Гоби-Алтайского аймака; сомоне Түвшинширээ Сүхбаатарского аймака; сомонах Эрдэнэбүрэн, Дөргөн, Булган Кобдоского аймака; сомонах Баянзүрх, Улаан-Уул, Цагааннуур, Ринчинлхүмбэ Хубсугульского аймака.
Элджигины в качестве рода отмечены среди следующих этносов: в составе халха-монголов (род элжигин), в составе южных (өвөр) монголов (род элжигэн), в составе торгутов (род элжигид), в составе олётов (род элжигт), в составе дархатов (род илжигэн), в составе хубсугульских урянхайцев (род илжигэн), в составе селенгинских бурят (род илджигид (илжигид) среди сонголов), в составе калмыков-торгутов (род эльджигуд (ильджиген, эльджиген, ильчигин, ельджюгют, эльҗгүд)), в составе калмыков из группы «талтахин», входящих в состав малых дербетов (род эльджингюд).